# Sung Chan-gyeong
Seong Chan-gyeong (hangeul : 성찬경), né le 21 mars 1930 à Yesan dans la province du Chungcheongnam-do et décédé le 26 février 2013, est un poète sud-coréen. 

## Biographie
Seong Chan-gyeong est ne lé 21 mars 1930 à Yesan dans la province de Chungcheongnam-do, en Corée du Sud. Il a fréquenté l'Université Nationale de Séoul où il a obtenu une licence d'anglais. Il a travaillé en tant que membre du Club littéraire des années 1960 appelé Sahwajip (avec Park Hee-jin, Park Jae-sam, Park Seong-ryong, Lee Seong-gyo, Lee Chang-dae et Kang Wi-seok) et aussi au Club de lecture de la poésie appelé Gonggan (« Espace »). Il a travaillé comme professeur d'anglais à l'université Sungkyunkwan.
Il est décédé le 26 février 2013.

## Œuvre
Il fait ses débuts littéraires avec le poème Petite fièvre (Miyeol) dans la revue L'art littéraire (Munhak Yesul) en 1956. Il publie dans la foulée Personne ne me... (Amudo nareul), Monologue de Da Vinci (Davinchi-ui dokbaek) et Grand-mère sage femme (Samsin halmeoni). Son premier recueil de poèmes s'intitule Une fugue pour brûler (Hwahyeong dunjugok, 1966). À la suite de cela, il publie Ode pour les insectes (Beollesorisong, 1970), Chanson pour le temps (Siganeum, 1982), Les yeux de l'âme et les yeux du corps (Yeonghonui nun Yukche-ui nun, 1986), Le vert enchanteur (Hwangholhan Chorokbit, 1989) et Un hommage aux pins (Sonamureul girim, 1991). 
L'Institut coréen de traduction littéraire (LTI of Korea) résume les travaux de Seong Chan-gyeong de cette manière : 
Sung Chan-gyeong est un poète moderniste dans le vrai sens du terme. Il est passé maître dans l'art de la métaphore et ses poèmes sont remplis d'expérimentations modernistes tant sur le fond que sur la forme. Il a été influencé notamment par le poète romantique D.M Thomas ainsi que par les poètes de l'école "métaphysique". Ses poèmes impliquent généralement des thèmes abstraits et des idées que l'on retrouve souvent dans la poésie coréenne des années 1950 et 60, utilisant souvent les métaphores et les images pour donner du sens. Dans son célèbre poème Le Boulon (Nasa), le poète se sert d'un boulon qui traîne comme métaphore d'une âme perdue ou relique de la civilisation qui, comme un «mot hors contexte», doit être réconciliée avec une sorte d'ordre organique. Ces métaphores, fondamentales dans cette poésie, vont au-delà des normes du langage, et délivrent l'essence de sa poésie, comme il l'exprime dans son poème J'aime les métaphores (Eunyureul saranghada).
En raison de ce style d'écriture et de l'utilisation d'images largement inconnues, sa poésie est souvent considérée comme difficile d'accès. Cependant, l'originalité de son style ne rend pas impossible l'appréciation de ses poèmes, son utilisation audacieuse des termes scientifiques tels que « ion », « électronique », « aurore » etc. son utilisation de termes de l'ancien coréen, de mots anglais, et ses mots hybrides coréen-chinois peuvent être assez surprenants et intrigants de prime abord, mais témoignent surtout de l'originalité du poète.
Son œuvre la plus connue en Corée est sans doute la série de poèmes intitulée Le boulon, où il a essayé de retrouver l'essence de la nature dans les artefacts de la civilisation.

## Distinctions
- 1979 - Prix de l'Association des poètes coréens[6]
- 1985 - Prix Poésie contemporaine
- 1991 - Prix littéraire Bitgwa Guwonui
- 1995 - Prix Woltan pour 묵극, Pantomime
- 2006 - Prix Gongcho pour 마음과 얼굴 Cœur et visage